# Partido do Poder Popular (Coreia do Sul)
O Partido do Poder Popular (PPP; em coreano: 국민의힘; hanja: 國民의힘; RR: Gugminuihim), anteriormente denominado Partido do Futuro Unido (coreano: 미래통합당; hanja: 未來統合黨; RR: Miraetonghapdang), é um partido político sul-coreano de cunho conservador. É um dos dois maiores partidos da Coreia do Sul, juntamente com seu rival, o Partido Democrático da Coreia.
O partido foi formado em 17 de fevereiro de 2020 pela fusão do Partido Coreia Liberdade com o Novo Partido Conservador e o Adiante para o Futuro 4.0, bem como vários partidos menores e organizações políticas. Após as eleições legislativas de 2020, tornou-se o segundo maior partido da Assembleia Nacional. O presidente Yoon Suk-yeol é um de seus membros.

## História

Logotipo do Partido do Futuro Unido

Devido ao escândalo político de 2016, que levou ao impeachment da ex-presidente Park Geun-hye, vários parlamentares renunciaram ao então partido Saenuri e formaram o Partido Bareun. O Partido Saenuri mudou seu nome para Partido Coreia Liberdade, mas depois do julgamento de impeachment de Park Geun-hye, perdeu sua posição como partido no poder com a vitória de Moon Jae-in (do Partido Democrático da Coreia) nas eleições presidenciais de 2017.
Embora vários parlamentares do Partido Bareun tenham retornado ao Partido Coreia Liberdade, ele não recuperou seu apoio, perdendo nas eleições locais de 2018. Seu presidente, Hong Jun-pyo, renunciou imediatamente após a derrota. O Partido Bareun, que se fundiu com o Partido Popular para formar o Partido Bareunmirae, também foi derrotado nas eleições locais.
Os dois partidos conservadores realizaram eleições antecipadas para a liderança. Em 2 de setembro de 2018, o Partido Bareunmirae elegeu Sohn Hak-kyu como seu novo presidente. Em 27 de fevereiro de 2019, o Partido Coreia Liberdade elegeu o ex-primeiro-ministro Hwang Kyo-ahn como seu novo líder.
Lee Un-ju, uma parlamentar de Bareunmirae, renunciou ao seu partido e esperava-se que se juntasse ao Partido Coreia Liberdade, mas ela formou um novo partido chamado Adiante para o Futuro 4.0. Com a saída de Sohn Hak-kyu do Bareunmirae, outros ex-deputados enfrentaram conflitos e fundaram o Novo Partido Conservador.
Em seguida, o Partido Coreia Liberdade, o Adiante para o Futuro 4.0 e o Novo Partido Conservador concordaram em se fundir em uma "união conservadora" e estabelecer um novo partido.
O nome do novo partido foi inicialmente estabelecido como Grande Novo Partido Unificado (em coreano: 대통합신당), mas logo foi alterado para Partido do Futuro Unido (em coreano: 미래통합당). Park Hyung-joon, que liderou a fusão e refundação, explicou que o nome mostrava apoio aos jovens e solidariedade política.

### Fundação
Após a fusão e refundação dos 3 partidos como Partido do Futuro Unido em 17 de fevereiro de 2020, o presidente do Partido Coreia Liberdade, Hwang Kyo-ahn, foi eleito como seu novo presidente.
O então presidente da Coreia do Sul, Moon Jae-in, e o então líder do Partido Democrático da Coreia, Lee Hae-chan, parabenizaram a fundação do novo partido, mas isso não foi bem recebido por vários membros.

### 2020–2021
O Partido Coreia Liberdade fez uma aliança com o Partido do Futuro da Coreia para as eleições legislativas de 2020, na qual vários candidatos causaram polêmica por comentários difamatórios.
O partido foi derrotado nas eleições com um dos piores resultados para uma sigla socialmente conservadora na Coreia do Sul. Ele ganhou 103 dos 300 assentos na Assembleia Nacional. Hwang então anunciou que renunciaria ao cargo de presidente do partido.
Em 8 de maio de 2020, Joo Ho-young foi eleito líder do partido, tornando-se automaticamente o líder interino do mesmo. Em 22 de maio, o partido realizou uma eleição para nomear Kim Chong-in como presidente interino até a próxima eleição, em 7 de abril de 2021. No mesmo dia, o Partido do Futuro da Coreia anunciou que se fundiria com o Partido do Futuro Unido e, em 28 de maio, eles declararam oficialmente sua fusão, mantendo o nome de Futuro Unido.
Em 13 de agosto, uma pesquisa de opinião mostrou que a popularidade do partido era de 36,5%, portando, superior a do governante Partido Democrático da Coreia, que tinha 33,4%. Esta foi a primeira vez que um grupo político conservador obteve apoio superior ao de sua oposição desde o escândalo que levou ao impeachment da ex-presidente Park Geun-hye em 2016.
Em 17 de setembro, Kwon Sung-dong, parlamentar de Gangneung, retornou oficialmente ao PPP, levando o partido a ter 104 assentos. Kwon deixou o partido antes das eleições de 2020, onde concorreu como um candidato independente. O total de assentos do PPP foi revertido para 103 depois que Park Duk-hyum, parlamentar de Boeun-Okcheon-Yeongdong-Goesan, deixou o partido em 23 de setembro após alegações de corrupção. Ele negou todas as acusações relacionadas a ele e sua família.
Em 31 de agosto de 2020, o partido decidiu mudar seu nome para Poder Popular (em coreano: 국민의힘; "Partido" foi adicionado posteriormente). Foi solicitado à Comissão Nacional de Eleições que o nome fosse alterado. Argumentou-se que o novo nome proposto era similar ao do já existente Partido Popular (em coreano:국민의당; RR: Gungminuidang). Jung Chung-rae, um deputado do Partido Democrático da Coreia, criticou o nome por ser muito semelhante ao de uma organização cívica criada em 2003, na qual costumava servir como primeiro co-presidente.
Em 2 de setembro, o partido mudou oficialmente seu nome para Partido do Poder Popular, seu nome atual.
Em 22 de dezembro, Jeon Bong-min, parlamentar de Suyeong, deixou o partido após acusações de corrupção contra ele e seu pai.
Em 7 de janeiro de 2021, Kim Byong-wook, deputado de Pohang South-Ulleung, retirou-se do PPP devido a uma controvérsia relacionada a assédio sexual. No mesmo dia, Kim Tae-ho, o ex-governador de Gyeongsang do Sul e o atual parlamentar de Sancheong-Hamyang-Geochang-Hapcheon, voltou oficialmente ao partido.

### Eleições de 2021
Antes das eleições de 2021, o PPP elegeu o ex-prefeito de Seul, Oh Se-hoon, como seu candidato a prefeito de Seul, bem como o ex-deputado de Suyeong, Park Hyung-joon como seu candidato a prefeito de Busan em 4 de março de 2021.
Nas eleições de 7 de abril, o partido obteve uma vitória absoluta apesar da baixa popularidade do governo, com Oh e Park tendo sido eleitos por uma grande margem. Oh Se-hoon, que havia deixado o cargo de prefeito de Seul em 2011, derrotou o candidato do Partido Democrático da Coreia Park Young-sun e voltou com sucesso ao cargo. Park Hyung-joon também derrotou o democrata Kim Young-choon e foi eleito prefeito de Busan, apesar de suas várias controvérsias. No mesmo dia, o parlamentar de Gimcheon, Song Eon-seog, enfrentou reações públicas depois que foi relatado que ele estava xingando e agredindo funcionários. Ele deixou o partido em 14 de abril.

### Período como oposição (2021–2022)
Em 8 de abril de 2021, Joo Ho-young retornou como presidente interino do partido. Joo anunciou sua intenção de renunciar ao cargo de líder parlamentar em 16 de abril, acrescentando que não serviria até que seu mandato terminasse, mas sim até que uma nova pessoa fosse eleita. No mesmo dia, o partido declarou que daria continuidade aos processos de fusão com o Partido Popular.
Em 30 de abril, o ex-prefeito de Ulsan, Kim Gi-hyeon, foi eleito o novo líder parlamentar do partido, derrotando Kim Tae-heum, Kweon Seong-dong e Yu Eui-dong. Ele serviu como presidente interino do partido até a eleição da liderança, realizada em 11 de junho.
Em 21 de maio, Kim Byong-wook, que havia deixado o partido em janeiro após uma controvérsia envolvendo assédio sexual, retornou oficialmente ao PPP.
Em 11 de junho, Lee Jun-seok foi eleito o novo presidente do partido.
Em 30 de julho, o ex-procurador-geral Yoon Suk-yeol, que também era o candidato mais favorável às eleições presidenciais de 2020, ingressou oficialmente no partido.

### Eleições de 2022
Em 5 de novembro de 2021, Yoon Suk-yeol venceu as primárias presidenciais do PPP.
Na eleição presidencial de 9 de março, Yoon foi eleito presidente da Coreia do Sul, derrotando o presidenciável à época progressista do Partido Democrático da Coreia, Lee Jae-myung, por uma margem de 0,73%. O partido também venceu nas eleições intercalares de março de 2022, realizadas junto com a eleição presidencial, onde reconquistou 4 dos 5 círculos eleitorais. Embora não tenha disputado nos distritos de Jung e de Nam (em Daegu), Lim Byung-hun, um candidato independente pró-PPP, foi eleito. Isso aumentou o número total de parlamentares do PPP de 106 para 110.
Em 18 de abril de 2022, o Partido Popular se fundiu ao PPP.

### Retorno ao governo
Após a posse de Yoon Suk-yeol como presidente em 9 de maio, o PPP enfrentou as eleições locais em 1.º de junho e obtive uma vitória absoluta.

## Posições políticas
O PPP pode ser visto como um partido pega-tudo conservador. Existem políticos com várias ideologias no PPP, mas são normalmente referidos como figuras e não como ideologias. O partido se situa na direita no espectro político, com alas dentro dele variando do do conservadorismo moderado ao anticomunismo extremo, comparado com o neomacarthismo. Atualmente, apesar de dominado pela facção conservadora e populista de direita favorável a Yoon Suk-yeol (denominada Chin-yun; em coreano: 친윤), também possui uma facção crítica dele (denominada Bi-yun; em coreano: 비윤), sendo a última compostas moderados e conservadores paternalistas.

### Políticas econômicas
Embora no passado partidos conservadores sul-coreanos tenham sido adeptos do intervencionismo estatal devido à influência de Park Chung-hee, o PPP pode ser descrito como neoliberal, adepto de políticas liberalistas e fiscalmente conservadoras. Yoon Suk-yeol se opõe à intervenção estatal na economia, citando Milton Friedman e seu livro Free to Choose: A Personal Statement, como uma grande influência em sua crença no liberalismo econômico.

### Políticas sociais
O PPP tem uma tendência socialmente conservadora e defende um orçamento sólido, segurança pública, foco na geração de empregos, valores familiares e patriotismo.
A maioria dos políticos do PPP se opõe a pautas do movimento LGBT+ e ao feminismo, o que gera críticas de alguns meios de comunicação, principalmente direcionadas aos seus membros mais jovens.
O PPP já se opôs à tentativa do Partido Democrático da Coreia de regular oficialmente o consumo de carne de cachorro. Yang Joon-woo, porta-voz da sigla, criticou: "O Estado não tem o direito de regular os gostos individuais ou hábitos alimentares". Porém, em 2023, o PPP anunciou planos de apresentar um projeto de lei que proibiria o consumo de carne de cachorro até 2027.
À medida que a taxa de natalidade da Coreia do Sul caiu, os principais políticos do PPP começaram a afastar-se das políticas anti-imigração. A administração Yoon apoiou a criação de um "secretaria de imigração", que foi discutido e falhou desde o anterior governo de Kim Dae-jung. Por outro lado, a posição do partido sobre os direitos de voto a estrangeiros é mais restritiva, argumentando que os estrangeiros de países que não concedem direitos de voto aos sul-coreanos que vivem no estrangeiro devem ser privados dos direitos de voto.

### Política externa
Como a Coreia do Sul é o país mais pró-EUA entre os países do nordeste asiático, o PPP tem uma forte tendência pró-EUA, mas diferenças nas visões diplomáticas podem ocorrer dependendo de cada membro do partido.
As posições diplomáticas sobre a República Popular da China (RPC) não são claramente definidas, mas geralmente são críticas. No entanto, conservadores sul-coreanos são mais pragmáticos na economia e tentam evitar conflitos excessivos com a RPC quando se trata de relações entre ela e Taiwan, cultura e história coreana. Contudo, para além da política externa do PPP, existem controvérsias sobre se o partido explora politicamente o sentimento anti-chinês para obter ganhos políticos, o que leva ao discurso de ódio e à violência contra o povo chinês. O PPP declarou que vê a China e a Coreia do Norte separadamente.
Quanto às relações diplomáticas com o Japão, o PPP não é incondicionalmente conciliador mas mostra uma postura mais conciliadora do que o Partido Democrático da Coreia. O mesmo não pode ser dito de sua atitude em relação à Coreia do Norte, a qual é pautada no anticomunismo e interesse na desnuclearização do país vizinho.

## Resultados eleitorais

### Eleições presidenciais
| Ano  | Candidato(a)  | Cl. | Votos      | %           | Resultado |
| ---- | ------------- | --- | ---------- | ----------- | --------- |
| 2022 | Yoon Suk-yeol | 1.º | 16.394.815 | 48,56 / 100 | Eleito    |

### Eleições legislativas
| Ano  | M. Uninominal | M. Uninominal | M. Uninominal | M. Proporcional | M. Proporcional | M. Proporcional | Deputados |
| Ano  | Cl.           | Votos         | %             | Cl.             | Votos           | %               | Deputados |
| ---- | ------------- | ------------- | ------------- | --------------- | --------------- | --------------- | --------- |
| 2020 | 2.°           | 11.915.277    | 41,4 / 100    | 1.º             | 9.441.520       | 33,8 / 100      | 103 / 300 |